# Gabriel Bengtsson Oxenstierna
Gabriel Bengtsson Oxenstierna af Korsholm och Wasa, greve av Korsholm och Vasa, född 18 mars 1586 i Lindholmens slott, Strö socken, Västergötland, död 12 december 1656 på Edsbergs slott, Sollentuna socken, Uppland, var ämbetsman, riksamiral och riksskattmästare. Gift i Stockholm den 7 oktober 1610 med Anna Gustafsdotter Banér (1585–1656). Han var far till elva barn, bland andra Gabriel,  Bengt och Gustaf Gabrielsson Oxenstierna.

## Bakgrund
Gabriel Oxenstierna föddes på Lindholmens slott i Västergötland den 18 mars 1586 som son till Bengt Gabrielsson Oxenstierna och dennes första hustru, Sigrid Gustafsdotter, dotter till Gustav Johansson (Tre Rosor). Han blev tidigt faderlös, liksom sina kusiner Axel Oxenstierna och Gabriel Gustafsson Oxenstierna, med vilkas öden han förblev nära förknippad. Gabriel Bengtsson Oxenstierna fick liksom de sin utbildning vid utländska universitet och anställdes liksom de vid återkomsten 1606 i kung Karl IX:s tjänst.
Gustav II Adolf tyckte att han var en praktisk, duglig man och använde hans tjänster flitigt i viktiga ärenden. År 1611 utsågs Gabriel Bengtsson Oxenstierna till ståthållare på Reval och över Estland. Han inkallades 1617 i rådet och utnämndes till överste tygmästare. I den sistnämnda egenskapen verkar han att under rikskanslern Axel Oxenstiernas medverkan haft en stor påverkan på vilken utrustning armén skulle ha. År 1621 fick han, liksom sina kusiner, en post i den under kungens frånvaro utnämnda regeringen.
Under de preussiska fälttågen (1626–1629) fick han här hemma åtskilliga speciella uppdrag rörande finanserna, utskrivning, flottans utrustning m.m. Oxenstierna utnämndes 1627 till hovrättsråd och lagman. År 1630 utsågs han till en av de kommissarier som, under Axel Oxenstiernas ledning, skulle förhandla fram fred i Danzig (Gdansk) med kejsaren.
År 1631 sändes han som guvernör till Finland, en post han innehade fram till 1633 då han reste till Stockholm för att vara med då drottning Kristinas förmyndarregering skulle utses. I denna fick han 1634 platsen som riksskattmästare. Axel Oxenstierna, som då i praktiken var landets regent, ansåg dock inte att han klarade av denna uppgift och han inte hade tillräcklig kontroll för att förhindra de stora bedrägerier som förekom inom kammaren (kungliga kansliet). 
År 1645 blev han, av drottning Kristina själv, liksom flera av sina släktingar, avsatt från alla sina befattningar inom riksstyrelsen. Han utsågs till generalguvernör i Livland, men begärde 1647 att få bli entledigad från denna post, vilket även beviljades.
Han återvann, tillsammans med de övriga Oxenstiernorna, drottning Kristinas förtroende och upphöjdes 1651 till greve av Korsholm och Vasa. Grevskapet Korsholm och Wasa var till beskattningsvärdet den största i Finland vid den tiden, och omfattade 26 mars 1651 Vasa stad i Österbotten samt 377 1/6 mantal inom de i samma landskap belägna Mustasaari samt Storkyro och Lillkyro socknar. Den 17 april 1652 ökades det med 63 3/8 mantal i Storkyro socken och den 18 augusti 1653 fick Oxenstierna tillstånd att införliva Korsholms kungsgård som han hade bytt till sig av Vasa stad den 23 juli 1651 mot 5 11/12 mantal av grevskapsgodsen i Mustasaari socken. Vid mitten av 1650-talet lydde därför denna kungsgård under Vasa stad och 434 5/8 mantal. I grevebrevet bestämdes dess namn till Mustasaari, men den 18 augusti 1653 fick Oxenstierna rätt att skriva sig greve till Korsholm och Wasa, en titel som tilldelats honom redan den 17 april 1652. 1652 utnämndes han till riksamiral. 
Gabriel Bengtsson avled i december 1656 på Edsberg säteri i Uppland. Han begravdes i Fasterna kyrka.